# Euchondrus ramonensis
Euchondrus ramonensis és una espècie de gastròpode eupulmonat terrestre de la família Enidae endèmic d'Israel.

## Hàbitat
És terrestre.

## Distribució geogràfica
És un endemisme d'Israel.